# Y Ngông Niê Kdăm
Đây là một tên người Ê Đê; họ tên được viết theo thứ tự tên trước, họ sau: họ là Niê Kdăm.
Y Ngông Niê Kdăm (1922-2001), bí danh Nguyễn Ái Việt, là một trí thức, Bác sĩ, Nhà giáo Nhân dân người dân tộc Êđê của Việt Nam. Ông cũng là một chính khách, từng giữ chức Ủy viên Ban Chấp hành Trung ương Đảng Cộng sản Việt Nam; Đại biểu Quốc hội (liên tục từ khóa I đến khóa IX), Ủy viên Hội đồng Nhà nước, Ủy viên Ủy ban Thường vụ Quốc hội, Chủ tịch Hội đồng Dân tộc của Quốc hội nước Cộng hòa Xã hội Chủ nghĩa Việt Nam.

## Sự nghiệp và hoạt động
Y Ngông Niê Kdăm sinh ngày 13 tháng 8 năm 1922 tại buôn Ea Sut, xã Kma Rang Prong, nay thuộc thị trấn Ea Pôk, huyện Cư M'gar, tại Đắk Lắk. Ông mang họ mẹ Niê Kdăm theo phong tục mẫu hệ của người Ê Đê.
Cha mất sớm, mẹ ông tái giá. Ông được cha dượng nuôi và dạy dỗ như con đẻ. Từ năm 1930 đến năm 1936, ông được người Pháp cho theo học Trường Tiểu học Pháp – Đê tại thị xã Buôn Ma Thuột. Vào những năm cuối khi học ở đây ông đã tham gia ban lãnh đạo học sinh đấu tranh chống chế độ lao động quá sức đối với học sinh, đòi đủ cơm ăn hàng ngày, đòi tăng giờ học, đòi được học bằng tiếng mẹ đẻ thay thế cho tiếng Pháp, được cấp học bổng cho những học sinh giỏi, cuối cùng thực dân Pháp đã phải chấp nhận.
Từ năm 1937 đến 1940, ông học tại Trường Thành chung Quy Nhơn, tham gia tổ chức hướng đạo sinh, học tiếng Kinh và phong trào truyền bá chữ quốc ngữ, cứu đói ở miền Bắc và bị thực dân Pháp tình nghi, cho về quê.
Năm 1941, ông theo học y sĩ trường Y khoa Đông Dương tại Sài Gòn. Sau khi tốt nghiệp ra trường, ông làm việc tại Đắk Lắk, tham gia Hội Thanh niên Cứu quốc, Hội Truyền bá Quốc ngữ của tỉnh.
Tháng 3 năm 1945, ông và ông Y Wang Mlô Duôn Du đã dịch quyển Điều lệ Mặt trận Việt Minh ra tiếng Pháp và tiếng Ê đê. Tháng 5 năm 1945, ông làm Chủ nhiệm Việt Minh thị xã Buôn Ma Thuột. Tháng 8 năm 1945, ông tham gia Ủy ban nhân dân cách mạng lâm thời tỉnh Đắk Lắk, làm ủy viên Tuyên truyền của tỉnh Phó Chủ tịch Ủy ban cách mạng lâm thời tỉnh Đắk Lắk.
Y Ngông nói tiếng Pháp thạo như tiếng Việt, thường xuyên đi thực tế vào các vùng đồng bào dân tộc thiểu số Việt Nam. Thăm các nơi chữa bệnh như bệnh phong, lây. Năm 1945, gần một vạn nhân dân Buôn Ma Thuột, ông Bùi San thay mặt Chính quyền và Việt Minh đọc bản Tuyên ngôn độc lập của Hồ Chí Minh. Ông đã dịch bản Tuyên ngôn ra tiếng Ê Đê và đọc lời thề của nhân dân các dân tộc Đắk Lắk quyết tâm bảo vệ nền độc lập của đất nước.
Ngày 6 tháng 1 năm 1946, trong cuộc tổng tuyển cử bầu Quốc hội Khóa I nước Việt Nam Dân chủ Cộng hòa, ông cùng Y Wang Mlô Duôn Du là hai đại biểu Quốc hội đầu tiên của tỉnh Đắk Lắk. Tại kỳ họp thứ nhất Quốc hội Khóa I (tháng 3 năm 1946), được bầu làm Ủy viên Ban Thường trực Quốc hội nước Việt Nam Dân chủ cộng hòa.
Đầu năm 1946, ông làm Phó Ban Quốc dân thiểu số miền Tây Nam Trung Bộ, phụ trách xây dựng cơ sở vùng địch hậu. Cuối năm 1946, là Phó Giám đốc Nha Dân tộc thiểu số Trung ương, Ủy viên Ban chấp hành Trung ương Hội Liên hiệp quốc dân Việt Nam (Liên Việt)
Năm 1954, phó Phân viện (phó ban y tế) phục vụ Chiến dịch Điện Biên Phủ
Năm 1955 đến 1967, giám đốc Trường Dân tộc Trung ương
Năm 1968 đến 1975, phó Giám đốc rồi Giám đốc Trường Học sinh miền Nam tại Quế Lâm, Trung Quốc
Năm 1976, được bầu làm Ủy viên Dự khuyết Ban Chấp hành Trung ương Đảng Cộng sản Việt Nam khóa IV (1976–1982).
Năm 1977, giữ chức vụ Thứ trưởng Bộ Giáo dục và là Ủy viên Hội đồng Nhà nước.
Năm 1978, làm Phó Chủ tịch rồi Chủ tịch Ủy ban nhân dân tỉnh Đắk Lắk.
Từ năm 1979 đến năm 1986, làm Bí thư Tỉnh ủy Đắk Lắk. Tại Đại hội đại biểu toàn quốc lần thứ V (tháng 3 năm 1982) của Đảng Cộng sản Việt Nam, được bầu vào Ban Chấp hành Trung ương Đảng V (1982-1986) và VI (1986-1991).
Tháng 4 năm 1987, làm Hiệu trưởng Trường Đại học Tây Nguyên
Từ năm 1988, ông làm Chủ tịch Hội đồng Dân tộc của Quốc hội Việt Nam khóa VIII và khóa IX.
Là Đại biểu Quốc hội 9 khóa liên tục (khóa I đến khóa IX)
Ông mất ngày 9 tháng 5 năm 2001 tại thành phố Hồ Chí Minh, hưởng thọ 79 tuổi; Lễ truy điệu được Chính quyền Việt Nam tổ chức trọng thể tại thành phố Hồ Chí Minh, an táng tại Nghĩa trang thành phố Buôn Ma Thuột.

## Vinh danh
Nhà nước Cộng hòa Xã hội Chủ nghĩa Việt Nam đã trao tặng Y Ngông Niê Kdam:
- Huân chương Hồ Chí Minh
- Huân chương Độc lập hạng Nhì
- Nhà giáo Nhân dân

Hiện nay có con đường mang tên ông tại thành phố Buôn Ma Thuột.

## Gia đình
Mẹ ông tuy thuộc dòng họ Niê Kdăm, một dòng họ lớn của tộc Ê Đê tại Đăk Lăk nhưng gia đình ông thuộc loại nghèo trong buôn. Cha ông mất sớm ở buôn Dhăh sau chuyến đi phu ở đồn điền cà phê Cư H'lâm của chủ Tây. Sau khi cha ruột ông qua đời, mẹ ông tái giá. Ngoài người người em trai ruột tên Y Wung Niê Kdăm, ông còn 2 người em gái cùng mẹ khác cha là H’Reo Niê Kdăm và H’Droh Niê Kdăm.
Y Ngông có 2 đời vợ. Người vợ đầu tên Liễu, người Sài Gòn, lập gia đình với ông khi ông còn học ở trường Y sĩ Đông Dương. Ông bà có với nhau một người con trai tên Y Ly Niê Kdăm, sinh cuối năm 1944. Về sau Bà lấy chồng khác. Ông Y Ly Niê KDăm là Kỹ sư Lâm nghiệp, nguyên Chủ tịch Hội đồng nhân dân, Phó Chủ tịch Ủy ban nhân dân, Phó Bí thư Tỉnh ủy tỉnh Đắk Lắk.
Người vợ thứ hai của ông là bà Bùi Thị Tân. Bà sinh cho ông 3 người con gái:
- H'linh Niê Kdăm (gái, sinh ngày 8 tháng 8 năm 1948), còn gọi là Linh Nga Niê Kdăm, nhà văn, Phó Tổng Thư ký Hội Văn nghệ Dân tộc thiểu số Việt Nam, Chủ tịch Hội Văn học Nghệ thuật tỉnh Đắk Lắk
- Tuyết Lan Niê Kdăm (gái, sinh năm 1958), cử nhân sử học, từng bị tù về tội lừa đảo[5]
- Tuyết Hoa Niê kdam (gái, sinh năm 1959), tiến sĩ kinh tế, giảng viên kinh tế Trường đại học Tây Nguyên.